# Wapen van Uruguay
Het wapen van Uruguay werd aangenomen op 19 maart 1829. Centraal staat een ovaal, dat in vier delen is verdeeld en 'gekroond' wordt door de Inkazon of Meizon (Spaans: Sol de Mayo). Deze zon is ook te vinden in de vlag van Uruguay en symboliseert de 'verrijzenis' van Uruguay. Het wapen wordt omringd door twee olijftakken, die vrede symboliseren.
In het kwartier linksboven in het schild staat een weegschaal, een symbool van gelijkheid en rechtvaardigheid. Het kwartier rechtsboven toont de Cerro de Montevideo (Heuvel van Montevideo) met daarop een fort, als symbool van kracht. Het galopperende paard in het kwartier linksonder staat voor vrijheid, de os in het kwartier rechtsonder voor overvloed.